# Red Bull GmbH
A Red Bull GmbH é uma empresa multinacional austríaca do conglomerado privado conhecida por sua linha de bebidas energéticas de mesmo nome. Também é conhecida por seu  patrocínio em uma ampla variedade de eventos e equipes esportivas. A sede da Red Bull GmbH está localizada em Fuschl am See, no estado de Salzburgo na Áustria.
Foi fundada em 1984 pelo austríaco Dietrich Mateschitz e pelo tailandês Chaleo Yoovidhya, a Red Bull vendeu suas primeiras latas de energético na Áustria, se expandindo para os Estados Unidos em 1997.
Em 2014, um total de 5,612 bilhões de latas dessa bebida foram vendidas em mais de 167 países. Com 10.410 empregados, a empresa gerou 5,11 bilhões de euros em receita.  Em 2021, os números já haviam crescido para 9,8 bilhões de latas comercializadas, gerando receita de €7,8 bilhões para a companhia que empregava mais de 13600 pessoas.